# Lutas nos Jogos Olímpicos de Verão de 2020 - Livre até 68 kg feminino
A categoria livre até 68 kg feminino das lutas nos Jogos Olímpicos de Verão de 2020 ocorreu nos dias 2 e 3 de agosto de 2021 no Makuhari Messe, em Tóquio. Um total de 16 lutadoras, cada uma representando um Comitê Olímpico Nacional (CON), participaram do evento.

## Qualificação
Um total de 16 vagas foram atribuídas para a categoria livre até 68 kg feminino, cada uma representando um CON, conforme abaixo:
- 6 pelo Campeonato Mundial de 2019;
- 2 pelo torneio qualificatório pan-americano;
- 2 pelo torneio qualificatório europeu;
- 2 pelo torneio qualificatório da África e Oceania;
- 2 pelo torneio qualificatório asiático;
- 2 pelo torneio qualificatório mundial.

## Formato
As competições de luta livre consistem em um torneio de eliminação simples, com uma repescagem usada para determinar as vencedoras das duas medalhas de bronze. As duas finalistas se enfrentam pelas medalhas de ouro e prata. Cada lutadora que perde para uma das duas finalistas segue para a repescagem, culminando em duas lutas pela medalha de bronze com as perdedoras da semifinal, cada uma enfrentando a oponente restante da repescagem de sua metade da chave.

## Calendário
Horário local (UTC+9)
| Data                | Horário | Fase            |
| ------------------- | ------- | --------------- |
| 2 de agosto de 2021 | 11:00   | Qualificatórias |
| 2 de agosto de 2021 | 18:15   | Semifinais      |
| 3 de agosto de 2021 | 11:00   | Repescagem      |
| 3 de agosto de 2021 | 19:30   | Finais          |

## Medalhistas
| Ouro   | USA Tamyra Mensah                            |
| Prata  | NGR Blessing Oborududu                       |
| Bronze | UKR Alla Cherkasova KGZ Meerim Zhumanazarova |

## Resultados
Estes foram os resultados da competição:
Legenda
- F — Vitória por queda.

### Chaveamento
|  | Oitavas de final              | Oitavas de final              | Oitavas de final |  |  | Quartas de final              | Quartas de final              | Quartas de final       |   |                               | Semifinais                    | Semifinais        | Semifinais |  |  | Final | Final | Final |
|  |                               |                               |                  |  |  |                               |                               |                        |   |                               |                               |                   |            |  |  |       |       |       |
|  | USA Tamyra Mensah             | USA Tamyra Mensah             | 10               |  |  |                               |                               |                        |   |                               |                               |                   |            |  |  |       |       |       |
|  | JPN Sara Dosho                | JPN Sara Dosho                | 0                |  |  | USA Tamyra Mensah             | USA Tamyra Mensah             | 10                     |   |                               |                               |                   |            |  |  |       |       |       |
|  | CHN Zhou Feng                 | CHN Zhou Feng                 | 13               |  |  | CHN Zhou Feng                 | CHN Zhou Feng                 | 0                      |   |                               |                               |                   |            |  |  |       |       |       |
|  | CUB Yudaris Sánchez           | CUB Yudaris Sánchez           | 2                |  |  |                               |                               |                        |   | USA Tamyra Mensah             | USA Tamyra Mensah             | 10                |            |  |  |       |       |       |
|  | POL Agnieszka Wieszczek       | POL Agnieszka Wieszczek       | 0                |  |  |                               | UKR Alla Cherkasova           | UKR Alla Cherkasova    | 4 |                               |                               |                   |            |  |  |       |       |       |
|  | UKR Alla Cherkasova           | UKR Alla Cherkasova           | 11               |  |  | UKR Alla Cherkasova           | UKR Alla Cherkasova           | 6F                     |   |                               |                               |                   |            |  |  |       |       |       |
|  | EGY Enas Mostafa              | EGY Enas Mostafa              | 0                |  |  | GER Anna Schell               | GER Anna Schell               | 0                      |   |                               |                               |                   |            |  |  |       |       |       |
|  | GER Anna Schell               | GER Anna Schell               | 7                |  |  |                               |                               |                        |   |                               | USA Tamyra Mensah             | USA Tamyra Mensah | 4          |  |  |       |       |       |
|  | FRA Koumba Larroque           | FRA Koumba Larroque           | 3                |  |  |                               | NGR Blessing Oborududu        | NGR Blessing Oborududu | 1 |                               |                               |                   |            |  |  |       |       |       |
|  | MGL Soronzonboldyn Battsetseg | MGL Soronzonboldyn Battsetseg | 4F               |  |  | MGL Soronzonboldyn Battsetseg | MGL Soronzonboldyn Battsetseg | 8                      |   |                               |                               |                   |            |  |  |       |       |       |
|  | CAN Danielle Lappage          | CAN Danielle Lappage          | 0                |  |  | ROC Khanum Velieva            | ROC Khanum Velieva            | 5                      |   |                               |                               |                   |            |  |  |       |       |       |
|  | ROC Khanum Velieva            | ROC Khanum Velieva            | 7                |  |  |                               |                               |                        |   | MGL Soronzonboldyn Battsetseg | MGL Soronzonboldyn Battsetseg | 2                 |            |  |  |       |       |       |
|  | BUL Mimi Hristova             | BUL Mimi Hristova             | 5                |  |  |                               | NGR Blessing Oborududu        | NGR Blessing Oborududu | 7 |                               |                               |                   |            |  |  |       |       |       |
|  | KGZ Meerim Zhumanazarova      | KGZ Meerim Zhumanazarova      | 7                |  |  | KGZ Meerim Zhumanazarova      | KGZ Meerim Zhumanazarova      | 2                      |   |                               |                               |                   |            |  |  |       |       |       |
|  | AZE Elis Manolova             | AZE Elis Manolova             | 2                |  |  | NGR Blessing Oborududu        | NGR Blessing Oborududu        | 3                      |   |                               |                               |                   |            |  |  |       |       |       |
|  | NGR Blessing Oborududu        | NGR Blessing Oborududu        | 13               |  |  |                               |                               |                        |   |                               |                               |                   |            |  |  |       |       |       |

### Repescagem
|  | Repescagem               | Repescagem               | Repescagem |  | Disputa pelo bronze           | Disputa pelo bronze           | Disputa pelo bronze |  |  |  |  |
|  |                          |                          |            |  |                               |                               |                     |  |  |  |  |
|  | JPN Sara Dosho           | JPN Sara Dosho           | 7          |  | JPN Sara Dosho                | JPN Sara Dosho                | 0                   |  |  |  |  |
|  | CHN Zhou Feng            | CHN Zhou Feng            | 2          |  | UKR Alla Cherkasova           | UKR Alla Cherkasova           | 2F                  |  |  |  |  |
|  |                          |                          |            |  |                               |                               |                     |  |  |  |  |
|  | AZE Elis Manolova        | AZE Elis Manolova        | 1          |  | KGZ Meerim Zhumanazarova      | KGZ Meerim Zhumanazarova      | 10F                 |  |  |  |  |
|  | KGZ Meerim Zhumanazarova | KGZ Meerim Zhumanazarova | 4          |  | MGL Soronzonboldyn Battsetseg | MGL Soronzonboldyn Battsetseg | 1                   |  |  |  |  |

## Classificação final
| Pos.              | Lutadora                      |
| ----------------- | ----------------------------- |
| Medalha de ouro   | USA Tamyra Mensah             |
| Medalha de prata  | NGR Blessing Oborududu        |
| Medalha de bronze | UKR Alla Cherkasova           |
| Medalha de bronze | KGZ Meerim Zhumanazarova      |
| 5                 | JPN Sara Dosho                |
| 5                 | MGL Soronzonboldyn Battsetseg |
| 7                 | CHN Zhou Feng                 |
| 8                 | ROC Khanum Velieva            |
| 9                 | GER Anna Schell               |
| 10                | AZE Elis Manolova             |
| 11                | BUL Mimi Hristova             |
| 12                | CUB Yudaris Sánchez           |
| 13                | FRA Koumba Larroque           |
| 14                | EGY Enas Mostafa              |
| 15                | CAN Danielle Lappage          |
| 16                | POL Agnieszka Wieszczek       |